# Amager Cykle Ring
Amager Cykle Ring er en dansk cykelklub med base på Amager, og klubhus i Kastrup. Klubben blev grundlagt den 1. august 1940 under navnet Amager Cykle Club, og fik det nuværende i 1964, efter en fusion med Cykelklubben 1960.
Klubben har DCU Elite Team, og var arrangør af det store cykelløb Amager Rundt.

## Kendte medlemmer
- Magnus Bak Klaris
- Rasmus Bøgh Wallin
- Amalie Dideriksen (æresmedlem)
- Brian Holm (æresmedlem)
- Tobias Kongstad
- Hanne Malmberg
- Mattias Skjelmose
- Karl-Jan Heinsvig (æresmedlem)